# Бургин, Ричард
Ричард (Рихард Моисеевич) Бургин (англ. Richard Burgin; 11 октября 1892, Варшава, Российская империя — 29 апреля 1981, Галфпорт, Пинеллас, Флорида, США) — американский скрипач и дирижёр российского происхождения. Муж скрипачки Рут Посселт, отец писателей Дианы Бургин и Ричарда Бургина.

## Биография
Родился в 1892 году в Варшаве в семье Моисея (Мовши) Бургина и Раски Кржижовской, заключивших брак в том же году. Учился сперва в Варшаве у Изидора Лотто, затем у Йозефа Иоахима в Берлине (1906), затем вместе с отцом переехал в Нью-Йорк, играл в оркестре Арнольда Вольпе. В 1908—1912 гг. учился у Леопольда Ауэра в Санкт-Петербургской консерватории. 2 августа 1912 года в Варшаве заключил брак с Гитлей Шлёмовной Борщ (из Елисаветграда Херсонской губернии), позже известной как Генриетта Борш.
По окончании консерватории вместе со своей первой женой, пианисткой Генриеттой Борш, отправился в Гельсингфорс, где работал в оркестре под управлением Георга Шнеевойгта; в 1914—1916 гг. концертмейстер Хельсинкского филармонического оркестра. В 1916—1918 гг. концертмейстер Стокгольмского филармонического оркестра, также под управлением Шнеевойгта, в 1919 г. последовал за ним в новосозданный Филармонический оркестр Осло. Выступал также во главе созданного им струнного квартета и как солист, особенно при исполнении скрипичного концерта Яна Сибелиуса.
В 1920 г. был рекомендован Шнеевойгтом Пьеру Монтё, заступавшему на пост главного дирижёра Бостонского симфонического оркестра, и до 1962 г. занимал в этом оркестре пульт первого концертмейстера; с 1927 г. также помощник дирижёра. За время работы в оркестре дирижировал 308 его концертами. Отмечалась незаменимая роль Бургина, обладавшего феноменальной памятью и профессиональной выучкой, во взаимодействии с руководителем оркестра Сергеем Кусевицким, чьей сильной стороной был скорее артистический темперамент. Также выступал с оркестром в качестве солиста — в первый раз 20 марта 1921 г. (со скрипичным концертом Александра Глазунова), вызвав одобрение критика The New York Times, назвавшего Бургина «мастером своего инструмента, как по тону, так и по технике, полностью состоятельным в интерпретации всех сложностей произведения и вполне проникшимся его духом».
В бостонский период Бургин также руководил струнным квартетом, преподавал в Консерватории Новой Англии, некоторое время возглавлял кафедру струнных. С 1959 г. он также преподавал в Бостонском университете. В обоих учебных заведениях Бургин руководил студенческими оркестрами. Кроме того, в 1952—1956 гг. Бургин совмещал работу в Бостоне с руководством Портлендским симфоническим оркестром. Покинув Бостон незадолго до своего 70-летия, Бургин переселился во Флориду, где некоторое время преподавал во Флоридском университете, а также руководил квартетом, в котором играла также его жена Рут Посселт.
После смерти Бургина его дочь Диана Бургин опубликовала роман в стихах «Ричард Бургин. Жизнь в стихах» (англ. Richard Burgin. A Life in Verse; 1988) — беллетризованную биографию своего отца, написанную по-английски онегинской строфой.